# 조너선 우드게이트
조너선 사이먼 우드게이트(영어: Jonathan Simon Woodgate, 1980년 1월 22일 ~ )는 잉글랜드의 전직 축구 선수이자 현 축구 지도자로 현역 시절 수비수로 활약했으며 현재 미들즈브러 FC의 수석 코치로 활동 중이다.
우드게이트는 리즈 유나이티드에서 현역 무대에 첫 발을 디뎌 주전 지휘를 확고이 했다. 그는 2003년 1월에 뉴캐슬 유나이티드로 £9M에 매각되었지만, 잦은 부상 문제에도 불구하고 준수한 활약을 펼쳤다. 유럽대항전에서 뉴캐슬 소속으로 맹활약한 그는 스페인의 거함 레알 마드리드로 2004년 8월에 £13.4M으로 입단했다. 그러나, 마드리드에서 잦은 부상으로 2004-05 시즌 내내 한 경기도 출전하지 못하였다. 그는 레알 마드리드에서의 끔찍한 신고식을 자책골과 경고 누적에 의한 퇴장으로 마쳤다.
그는 하얀 군단 일원으로 14경기를 뛴 후 임대로 고향 구단 미들즈브러로 돌아간 뒤 £7M으로 티사이드 연고 구단에 완전 이적했다. 이후, 그는 2008년 1월에 £8M으로 토트넘 홋스퍼에 입단했다. 그는 첼시와의 리그 컵 결승전에서 토트넘의 결승골을 기록했고, 2008-09 시즌에 44경기를 치렀다. 그러나, 또다시 부상 문제가 불거지면서, 그는 이어지는 2시즌 동안 4경기에 출전하는데 그쳤고, 2011년 6월에 방출당했다. 2011년 7월, 그는 스토크 시티에 출전 성과에 따른 급여 지급을 조건으로 입단했다. 그는 2011-12 시즌을 스토크 시티에서 보내고, 계약이 만료되면서 미들즈브러로 돌아갔다.

## 클럽 경력

### 리즈 유나이티드
우드게이트는 미들즈브러 유소년부 출신이나, 16세의 나이에 그의 친족과 미들즈브러 사이의 불화와 미래에 대한 고심 끝에 리즈 유나이티드로 둥지를 옮겼다. 그는 리즈가 1997년 FA 유스컵을 우승하는데 일조했고, 이듬해 10월에는 1군 데뷔전을 치렀다. 우드게이트는 리즈 유나이티드의 꾸준하며 인상적인 선수로 활약했는데, 리오 퍼디낸드, 루카스 라데베, 그리고 도미니크 마테오 등의 선수들과 주전 경쟁일 펼쳤다. 그는 리즈 유나이티드 유소년부를 거친 선수들 중에 가장 다재다능한 선수들 중 한 명으로 손꼽혔다. 그는 리즈 유나이티드에서 활약하며 당시 프리미어리그 상위권 구단 일원으로 UEFA컵, UEFA 챔피언스리그에 주기적으로 참가했다.
그는 수 차례 부상을 당하면서 출전 기회가 눈에 띄게 줄었다. 그러나, 리즈 유나이티드에 재정난이 닥치면서 우드게이트는 자금을 확보하기 위해 뉴캐슬 유나이티드에 매각되었다. 그는 구단 '왕관의 보석'으로 묘사되었기에 그의 매각은 리즈 유나이티드 지지자들의 분노로 이어졌고, 피터 리즈데일 구단 회장은 재정난이 있었다고 해명했다. 우드게이트의 매각은 우드게이트의 방출에 불만을 터뜨린 테리 베너블스 감독의 사임으로도 이어졌다.

### 뉴캐슬 유나이티드
2003년 1월, 우드게이트는 £9M에 추가 금액까지 붙어 뉴캐슬 유나이티드로 이적했다. 그는 즉시 인상적인 활약으로 지지자의 호응을 얻었다. 그가 뉴캐슬 소속으로 치른 최고 경기는 마르세유와의 2004년 UEFA컵 준결승전 경기로, 상대의 공격진 중 주포 디디에 드로그바의 위협을 완전히 차단했다. 그러나, 뉴캐슬은 불행히도 그가 중상을 당해 마지막 해를 일찍 끝내게 되면서 2차전에 그 없이 치르게 되었고, 뉴캐슬 유나이티드는 0-2로 패하면서 결승 진출이 무산되었다.

### 레알 마드리드
2004년 8월, 우드게이트는 £13.4M의 이적료에 레알 마드리드로 이적했다. 그의 이적은 축구계에 의외라는 평을 받았는데, 리즈 유나이티드와 뉴캐슬 유나이티드 시절에 부상으로 자주 결장을 했으며, 이적 시점에도 부상으로 현장 밖에 있었기 때문이었다.
우드게이트는 스페인에서의 1년차에 레알 마드리드 소속으로 단 한 경기도 출전하지 못했고, 2005년 9월 22일 아틀레팈 빌바오와의 리그 경기가 돼서야 신고식을 치렀다. 그는 이 경기를 형편 없이 치렀는데, 자책골을 기록한 것으로도 모자라 경고 누적으로 퇴장까지 당했다. 10월 19일, 그는 로센보르그와의 UEFA 챔피언스리그에서 머리로 레알 마드리드에서의 처음이자 마지막 골인 경기의 동점골을 기록했고, 그의 마드리드 첫 유럽대항전 경기는 4-1 승리로 끝났다.
2006년 2월까지 우드게이트는 1군 선수로의 입지를 다졌는데, 그는 세르히오 라모스, 이반 엘게라, 프란시스코 파본, 그리고 알바로 메히아와 중앙 수비 두 자리 중 한 자리를 놓고 교대로 출전했다. 한 스페인 언론에 의하면 우드게이트가 "마드리드의 진정한 지휘관으로 거듭나려 한다"고 묘사하기도 했다. 그러나, 또다시 부상을 당하면서 현장에서 빠졌다. 그는 2006년 FIFA 월드컵에서 잉글랜드 선수단의 일원으로 뜻밖에 발탁될 것으로도 고려되었지만, 등 수술을 받아야 했기에 선수단에 이름을 못 올렸다.
2007년 7월, 우드게이트는 마르카 스페인 스포츠 일간지에 의해 21세기 최악의 이적으로 선정되었는데, 투표에서 37.11%를 득표했다.

### 미들즈브러

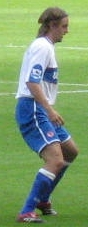
2007년, 미들즈브러의 우드게이트.

2006년 8월 30일, 우드게이트는 고향 구단 미들즈브러에 1년 임대로 떠났다. 9월 9일, 그는 아스널과의 애슈버턴 그로브 원정에서 첫 경기를 치렀다. 그는 지역 라디오 방송국인 센추리 FM에 의해 경기 최우수 선수로 뽑혔다. 2007년 4월, 미들즈브러는 £7M으로 우드게이트가 2007년 여름에 입단할 첫 선수가 되었음을 발표했다. 그는 2011년 6월까지 유효한 구단과의 4년 계약을 맺었다.
2007년 10월, 그는 뉴캐슬 유나이티드와 선덜랜드의 선수들을 제치고 프린스 트러스트 재단으로부터 북동부 올해의 선수로 선정되었다. 우드게이트는 2007-08 시즌을 앞두고 부상을 당해 고향 출신 동료 수비수인 데이비드 휘터가 그를 대신하게 되었다. 휘터는 자신의 기량에 힘입어 프리미어리그 개막전 선발 명단에 이르었는데, 휘터는 몸상태를 유지해 나가 우드게이트의 토트넘 홋스퍼행을 야기했다.

### 토트넘 홋스퍼

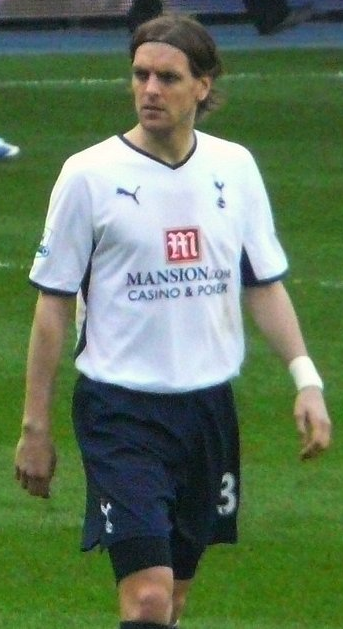
2009년, 토트넘 홋스퍼의 우드게이트

뉴캐슬 유나이티드 재입단 제의를 거절한 우드게이트는 2008년 1월 28일에 £8M의 이적료로 토트넘 홋스퍼에 입단했다. 그는 이틀 후에 에버턴을 상대로 토트넘 홋스퍼 데뷔전을 펼쳤고, 2008년 2월 24일, 첼시와의 리그 컵 결승전에서 연장전에 머리로 결승골을 집어넣어 토트넘 홋스퍼에 1999년 이래 첫 우승을 선사했다. 같은 경기에서, 우드게이트는 훌륭한 활약에 힘입어 경기 최우수 선수로 선정되기도 했다. 2008년 3월 19일, 우드게이트는 토트넘 소속으로 리그 1호골을 공교롭게도 첼시전에서 기록했고, 화이트 하트 레인에서 벌어진 안방 경기는 4-4 무승부로 끝났다. 9월 15일, 그는 1-2로 패한 애스턴 빌라와의 화이트 하트 레인 안방 경기에서 처음으로 토트넘의 완장을 찼다. 해리 레드냅 감독이 취임하면서, 우드게이트는 로비 킨에 이어 토트넘의 부주장으로 임명되었다.
토트넘은 2008-09 시즌을 참혹하게 시작했는데, 우드게이트는 기자 회견에서 상황이 리즈 유나이티드가 강등당한 해보다 나쁘게 흘러갔다고 밝혔다. 우드게이트는 리즈 유나이티드가 2003-04 시즌 종료 후 강등당했을 때를 기준으로 16달 전에 뉴캐슬 유나이티드로 이적했었다. 우드게이트는 성공리에 끝난 2009-10 시즌에 토트넘 소속으로 3경기 출전하는데 그쳤는데, 그는 이 기간에 장기간 사타구니 부상을 당했다. 해리 레드냅은 우드게이트의 선수단 제외가 신설된 선수단 정원을 25명으로 제한하는 프리미어리그 규정에 따른 것임을 밝혔고, 이 규정은 역설적이게도 잉글랜드와 웨일스의 선수들이 더 적극적으로 활약할 수 있도록 신설되었었다. 우드게이트는 수술을 받으로 오스트레일리아에 방문했었다.
2011년 1월 19일, 우드게이트는 퀸스 파크 레인저스와의 친선경기에서 14달 만에 첫 경기를 치렀다. 우드게이트는 토트넘의 안방에서 펼쳐진 경기에 45분 출전해 9-2 대승을 도왔다. 이후, 2월 15일, 밀란과의 UEFA 챔피언스리그 16강 경기에서, 그는 부상당한 베드란 촐루카를 대신해 59분에 현장에 대신 배치되었다. 그는 경기가 종료될 때까지 뛰었지만, 이후 내전근 염좌로 진단을 받았다. 토트넘 측은 우드게이트에게 출전 성과에 따른 급여 지급에 따라 계약할 것을 설득했지만 거절하면서 2011년 6월 16일에 그를 방출했다.

### 스토크 시티
2011년 7월 11일, 우드게이트는 스토크 시티와 출전 성과에 따른 급여 지급 조항에 따라 1년 계약을 체결했는데, 여기에 몸상태가 양호한 지에 따른 여부에 따라 1년 연장할 수 있게 추가 조항이 붙었다. 스토크 시티 이적 후, 우드게이트는 자신의 활약이 다시 꾸준함을 되찾기를 희망한다고 밝혔다. 그는 스토크 시티에 입단하기 전에 다수 타 구단의 제의를 거절했었다고도 알렸다. 그는 올더숏 타운과의 경기에 스토크 시티의 유니폼을 입고 첫 경기를 62분 소화했다. 그는 하이두크 스플리트와의 UEFA 유로파리그와의 경기에서 90분 소화해 첫 90분 출장 경기를 펼쳤다. 그는 이후 0-0으로 비긴 첼시와의 프리미어리그 경기에서 시즌 처음으로 리그 경기 90분을 소화했다. 우드게이트는 장거리 원정에서의 그의 부상을 우려하는 토니 풀리스 감독에 의해 UEFA 유로파리그 선수 명단에서 제외되었다.
비록 스토크 시티에서 준수하게 시작했지만, 우드게이트는 선덜랜드, 뉴캐슬 유나이티드, 그리고 볼턴 원더러스와의 경기에서 형편 없는 활약을 펼쳐 풀리스 감독에 의해 선수단에서 밀려났고, 우드게이트는 경기력을 향상해야는 지적을 수용했다. 그는 울버햄프턴 원더러스와의 경기에서 개선된 모습을 보이는데 실패했는데, 그는 이 경기에서 선발 우측 수비수로 나서서 매슈 자비스에게 쩔쩔맸고, 페널티킥도 헌납했고, 20분 뒤에 풀리스 감독의 지시에 의해 경기장에서 물러났다. 그는 우측 수비수로 계속 활약했지만, 우드게이트는 스토크에서의 행보에 '기복'이 있었다고 인정했다. 그는 2012년 6월 30일에 스토크 시티와의 계약이 만료되자 연장 계약 제의에도 불구하고 친정 미들즈브러 복귀를 선택했다.

### 미들즈브러 복귀
2012년 7월 6일, 우드게이트는 고향 구단 미들즈브러로 돌아가 3년 계약을 맺었다. 8월 11일, 그는 버리와의 풋볼 리그 컵 경기에서 미들즈브러 복귀전을 치렀다. 11월 3일, 우드게이트는 4-1로 이긴 찰턴 애슬레틱과의 경기에서 미들즈브러 첫 골을 기록했다.
2015년 2월 10일, 우드게이트는 6개월 만에 미들즈브러 첫 경기를 치러 시즌 1호골을 넣어 블랙풀을 상대로 2-1 승리를 쟁취해 구단을 2부 리그 선두에 올려다 놓았다. 6월 25일, 그는 웸블리에서 열린 노리치 시티와의 플레이오프 결승전에서 후보 선수로 대기했다. 2015년 7월 16일, 우드게이트는 현역에서 은퇴하기 전에 1년 연장 계약에 합의를 보았다. 2015-16 시즌에 한 경기를 치른 후, 우드게이트는 2016년 5월에 미들즈브러와의 계약이 만료되어 구단을 떠났고, 축구화를 벗었다.

## 국가대표팀 경력
1999년 4월, 우드게이트는 헝가리와의 친선경기를 앞두고 케빈 키건 감독에 의해 잉글랜드 국가대표팀 선수단에 처음으로 이름을 올렸다. 그러나, 그는 리즈 유나이티드 경기에서 부상을 당하면서 선수단에서 빠져야 했다. 1999년 5월, 그는 스웨덴과 불가리아와의 UEFA 유로 2000 예선전을 앞두고 다시 국가대표팀에 차출되었다. 6월 9일, 우드게이트는 1-1로 비긴 불가리아와의 경기에서 국가대표팀 첫 경기를 선발로 치렀는데, 64분에 레이 팔러와 교체되어 나갔다. 그는 폴란드와 룩셈부르크와의 UEFA 유로 2000 예선전 경기에도 명단에 이름을 올렸지만, 두 경기에 모두 결장했다. 우드게이트는 1999년 10월에 벨기에와의 친선전에 참가할 선수들 중 한 명으로 이름을 올렸지만, 등 부상으로 선수단에서 빠져야 했다. 그는 이후 3년 동안 잉글랜드 국가대표팀에 차출되지 않았다. 잉글랜드 축구 협회는 2000년 1월에 리즈의 클럽에서 동료와 폭행 건에 휘말려 법정에 서서 판결이 나고, 그에 따른 징계가 내려지기 전까지 국가대표팀에서 활약하지 못하게 되었다. 그 결과, 우드게이트는 UEFA 유로 2000과 2002년 FIFA 월드컵에 모두 참가하지 못하게 되었다.
2002년 9월 2일, 스벤-예란 에릭손 감독은 포르투갈과의 친선경기를 앞두고 잉글랜드 국가대표팀에 재차출되었다. 그는 포르투갈과의 경기에서 리오 퍼디낸드와 후반 시작에 교체로 출전해 2번째 국가대표팀 경기를 치렀고, 빌라 파크에서 열린 경기는 1-1 무승부로 끝났다. 우드게이트는 슬로바키아와 마케도니아와의 2002년 10월자 UEFA 유로 2004 예선전을 앞두고 차출되었는데, 그는 두 경기에서 모두 90분을 소화했다. 부상으로 허덕이던 우드게이트는 이어지는 몇 달 동안 기회를 잡지 못했지만, 2004년 3월 31일 스웨덴과의 친선경기에서 5번째 국가대표팀 경기를 치렀다. 예테보리의 울레비에서 0-1로 패한 이 경기에서 그는 후반전 시작에 앤서니 가드너와 교체되어 출전했다. 2004년 4월에 뉴캐슬 유나이티드에서 허벅지 부상을 당한 우드게이트는 포르투갈에서 열린 UEFA 유로 2004 본선에서 빠졌다.
국가대표팀 경기에 3년을 출전하지 못한 후, 스티브 매클래런 잉글랜드 감독은 2007년 2월에 스페인과의 친선경기를 앞두고 우드게이트를 선수단에 차출했다. 2월 7일, 우드게이트는 올드 트래퍼드에서 0-1로 패한 경기에 선발로 출전한 후 65분에 제이미 캐러거와 교체되어 나갔다. 그 다음 달, 그는 이스라엘과 안도라와의 UEFA 유로 2008 예선전을 앞두고 다시 차출되었다. 그는 두 경기를 모두 무릎 부상으로 빠졌다. 2008년 초, 파비오 카펠로 감독은 우드게이트를 스위스와 프랑스와의 친선경기를 앞두고 잉글랜드 국가대표팀에 차출되었으나, 두 경기 모두 결장했다. 2008년 5월, 우드게이트는 미국과 트리니다드 토바고와의 시즌 말 친선전을 앞두고 잉글랜드 국가대표팀 명단에 이름을 올렸다. 그는 2-0으로 이긴 미국전에서도 후보로 대기만 했지만, 3-0으로 이긴 트리니다드 토바고와의 경기에서 7번째 국가대표팀 경기를 치렀다. 8월 20일, 우드게이트는 웸블리에서 벌어진 체코와의 친선경기에서 리오 퍼디낸드와 58분에 교체로 나가 8번째이자 마지막 국가대표팀 경기를 뛰었고, 경기는 2-2 무승부로 끝났다.

## 감독 경력

### 미들즈브러
구단 행정진이 아이토르 카랑카 감독을 해임하면서 스티브 어뉴 감독이 취임하자, 우드게이트도 기술진의 일원으로 수석 코치가 되었다. 우드게이트는 조 조던과 폴 젠킨스 다음으로 구단에 합류했다.

## 사생활
우드게이트는 유년 시절 인근 미들즈브러를 응원했고 게리 팰리스터가 그의 '우상'이었다고 밝혔다.
2000년, 그는 리 보우여와 리즈의 마예스티크 클럽에서 폭행으로 학생 한 명에 중상을 입혀 크라운 법원 재판에 피고로 참여했다. 재판 1심은 기각되었고, 2001년 12월에 진행된 2심 후, 보우여는 고의성이나 폭력에 중상해죄의 혐의가 없는 것으로 판정되었고, 반면 우드게이트에게는 폭력 행위에 유죄로 판결되어 100시간 봉사활동령이 내려졌다. 그는 축구 협회로부터 국가대표팀 경기에 출장하지 못하도록 징계를 받아 2002년 FIFA 월드컵 당시 잉글랜드 선수단에 발탁되지 못했다.
우드게이트는 장기간 그와 교제한 이성친구 나탈리 다우닝과의 슬하에 아들 카터를 두고 있다. 그녀는 잉글랜드 국가대표팀 동료 미드필더 스튜어트 다우닝의 남매이다.

## 경력 통계

### 클럽

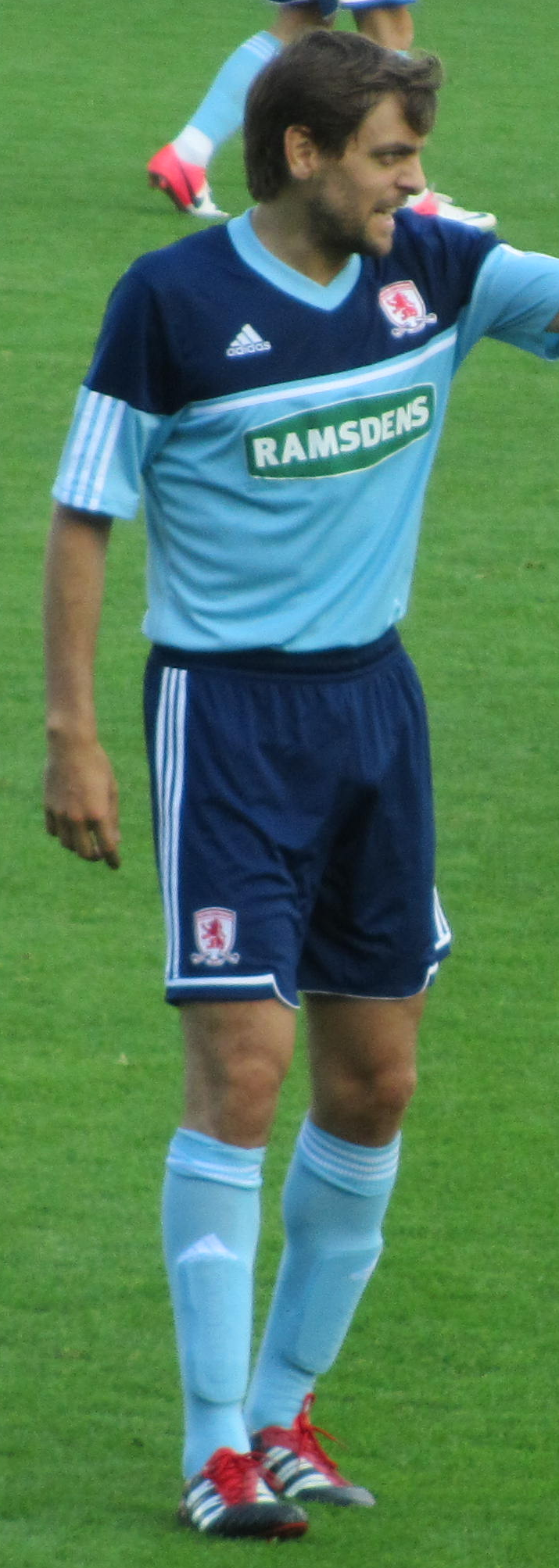
2012년, 미들즈브러의 우드게이트

2016년 5월 8일 기준
| 클럽              | 시즌      | 리그         | 리그 | 리그 | 컵   | 컵 | 리그 컵 | 리그 컵 | 유럽 | 유럽 | 합계 | 합계 |
| 클럽              | 시즌      | 단계         | 출장 | 골   | 출장 | 골 | 출장    | 골      | 출장 | 골   | 출장 | 골   |
| ----------------- | --------- | ------------ | ---- | ---- | ---- | -- | ------- | ------- | ---- | ---- | ---- | ---- |
| 리즈 유나이티드   | 1998–99   | 프리미어리그 | 25   | 2    | 5    | 0  | 2       | 0       | 1    | 0    | 33   | 2    |
| 리즈 유나이티드   | 1999–2000 | 프리미어리그 | 34   | 1    | 4    | 0  | 1       | 0       | 10   | 0    | 49   | 1    |
| 리즈 유나이티드   | 2000–01   | 프리미어리그 | 14   | 1    | 1    | 0  | 1       | 0       | 5    | 0    | 21   | 1    |
| 리즈 유나이티드   | 2001–02   | 프리미어리그 | 13   | 0    | 1    | 0  | 1       | 0       | 0    | 0    | 15   | 0    |
| 리즈 유나이티드   | 2002–03   | 프리미어리그 | 18   | 1    | 1    | 0  | 1       | 0       | 4    | 0    | 24   | 1    |
| 리즈 유나이티드   | 합계      | 합계         | 104  | 5    | 12   | 0  | 6       | 0       | 20   | 0    | 142  | 5    |
| 뉴캐슬 유나이티드 | 2002–03   | 프리미어리그 | 10   | 0    | 0    | 0  | 0       | 0       | 0    | 0    | 10   | 0    |
| 뉴캐슬 유나이티드 | 2003–04   | 프리미어리그 | 18   | 0    | 2    | 0  | 0       | 0       | 7    | 0    | 27   | 0    |
| 뉴캐슬 유나이티드 | 합계      | 합계         | 28   | 0    | 2    | 0  | 0       | 0       | 7    | 0    | 37   | 0    |
| 레알 마드리드     | 2004–05   | 라 리가      | 0    | 0    | 0    | 0  | —       | —       | 0    | 0    | 0    | 0    |
| 레알 마드리드     | 2005–06   | 라 리가      | 9    | 0    | 2    | 0  | —       | —       | 3    | 1    | 14   | 1    |
| 레알 마드리드     | 합계      | 합계         | 9    | 0    | 2    | 0  | —       | —       | 3    | 1    | 14   | 1    |
| 미들즈브러        | 2006–07   | 프리미어리그 | 30   | 0    | 6    | 0  | 0       | 0       | —    | —    | 36   | 0    |
| 미들즈브러        | 2007–08   | 프리미어리그 | 16   | 0    | 0    | 0  | 0       | 0       | —    | —    | 16   | 0    |
| 미들즈브러        | 합계      | 합계         | 46   | 0    | 6    | 0  | 0       | 0       | 0    | 0    | 52   | 0    |
| 토트넘 홋스퍼     | 2007–08   | 프리미어리그 | 12   | 1    | 0    | 0  | 1       | 1       | 4    | 0    | 17   | 2    |
| 토트넘 홋스퍼     | 2008–09   | 프리미어리그 | 34   | 1    | 1    | 0  | 4       | 0       | 5    | 0    | 44   | 1    |
| 토트넘 홋스퍼     | 2009–10   | 프리미어리그 | 3    | 0    | 0    | 0  | 0       | 0       | 0    | 0    | 3    | 0    |
| 토트넘 홋스퍼     | 2010–11   | 프리미어리그 | 0    | 0    | 0    | 0  | 0       | 0       | 1    | 0    | 1    | 0    |
| 토트넘 홋스퍼     | 합계      | 합계         | 49   | 2    | 1    | 0  | 5       | 1       | 10   | 0    | 65   | 3    |
| 스토크 시티       | 2011–12   | 프리미어리그 | 17   | 0    | 1    | 0  | 1       | 0       | 2    | 0    | 21   | 0    |
| 스토크 시티       | 합계      | 합계         | 17   | 0    | 1    | 0  | 1       | 0       | 2    | 0    | 21   | 0    |
| 미들즈브러        | 2012–13   | 챔피언십     | 24   | 1    | 0    | 0  | 1       | 0       | —    | —    | 25   | 1    |
| 미들즈브러        | 2013–14   | 챔피언십     | 25   | 0    | 0    | 0  | 0       | 0       | —    | —    | 25   | 0    |
| 미들즈브러        | 2014–15   | 챔피언십     | 8    | 1    | 0    | 0  | 1       | 0       | —    | —    | 9    | 1    |
| 미들즈브러        | 2015–16   | 챔피언십     | 0    | 0    | 0    | 0  | 1       | 0       | —    | —    | 1    | 0    |
| 미들즈브러        | 합계      | 합계         | 57   | 2    | 0    | 0  | 3       | 0       | 0    | 0    | 61   | 2    |
| 경력 합계         | 경력 합계 | 경력 합계    | 303  | 8    | 24   | 0  | 14      | 1       | 42   | 1    | 383  | 10   |

### 국가대표팀
2011년 7월 기준
| 잉글랜드 국가대표팀 | 잉글랜드 국가대표팀 | 잉글랜드 국가대표팀 |
| 연도                | 출장                | 골                  |
| ------------------- | ------------------- | ------------------- |
| 1999                | 1                   | 0                   |
| 2002                | 3                   | 0                   |
| 2004                | 1                   | 0                   |
| 2007                | 1                   | 0                   |
| 2008                | 2                   | 0                   |
| 합계                | 8                   | 0                   |

## 수상

### 클럽
토트넘 홋스퍼
- 풋볼 리그 컵: 2007-08

### 개인
- 미들즈브러 올해의 선수: 2006–07
- 앨런 허데이커 트로피: 2008